# Daimiel
Daimiel er en by og kommune i det sydlige centrale Spanien i provinsen Ciudad Real. Den har et indbyggertal på 17.645 (2024) indbyggere.